# Delphacodes sordidula
Delphacodes sordidula är en insektsart som först beskrevs av Stsl 1853.  Delphacodes sordidula ingår i släktet Delphacodes och familjen sporrstritar. Inga underarter finns listade i Catalogue of Life.